# Hrašné
Hrašné (Hongaars: Rásnyahegy) is een Slowaakse gemeente in de regio Trenčín, en maakt deel uit van het district Myjava.
Hrašné telt 477 inwoners.